# Сьюзан Дешамбол
Сьюзан Дешамбол (нар. 25 листопада 1947) - американський політичний діяч та працівник правоохоронних органів у відставці.
Дешамбол є демократом з Біддефорду, виграла вибори до сенату від 32 округу штату Мен в березні 2016. Змінивши на посаді Девіда Дутрембла, який пішов у відставку через  проблеми з алкоголем. Вона перемогла республіканця Стефена Мартіна 1,785 проти 1,299. 
В червні 2016 Дешамбол перемогла на загальних виборах.
Дешамбол пішла у відставку з Департаменту виправних робіт штату Мен після 43 років праці в ньому, до того як стати членом сенату, також працювала в мерії Біддефорду та була президентом Асоціації поліцейських 21 рік. 